# Buddah Records
La Buddah Records è un'etichetta discografica fondata nel 1967 da Neil Bogart a New York da una costola della Kama Sutra Records. Oggi è legata alla Sony BMG Music Entertainment e gestita dalla Legacy Recordings.
In aggiunta alle proprie uscite, la compagnia distribuiva dischi di molte altre etichette indipendenti, incluse la Kama Sutra Records (quando la Buddah comprò i diritti di distribuzione dalla MGM), la Curtom Records (Curtis Mayfield), T-Neck Records (Isley Brothers), la Charisma Records (Genesis, Monty Python), la Sussex Records (Bill Withers), Hot Wax Records (Holland-Dozier-Holland) ed altre minori.

## Artisti principali
- Addrisi Brothers
- Paul Anka
- Brewer & Shipley
- Brooklyn Bridge
- Captain Beefheart
- Carnaby Street Runners
- Lou Christie
- Dennis Coffey & The Detroit Guitar Band
- Charlie Daniels Band
- Exuma
- Fat Boys (Sutra)
- The Guess Who
- Gunhill Road
- Bill Haley & His Comets
- Edwin Hawkins Singers
- Honey Cone
- The Impressions
- Isley Brothers
- Kasenetz-Katz Singing Orchestral Circus
- The Jaggerz
- Gladys Knight & The Pips
- Lovin' Spoonful
- Curtis Mayfield
- Melanie
- Michael Henderson
- Monty Python
- Motherlode
- Lemon Pipers
- 1910 Fruitgum Company
- Ocean
- Ohio Express
- 100 Proof Aged In Soul
- Rodriguez (musicista)
- Sha Na Na
- Shadows Of Knight
- The Stories
- The Tokens
- Andrea True Connection
- Vik Venus
- Wadsworth Mansion
- Bill Withers
- Zalman Yanovsky